# سیارک ۲۱۸۲۵
سیارک ۲۱۸۲۵ (به انگلیسی: 21825 Zhangyizhong، نامگذاری:1999TR88) بیست و یک هزار و هشتصد و بیست و پنجمین سیارک کشف شده‌است که در ۲ اکتبر ۱۹۹۹ کشف شد.
قدر مطلق سیارک برابر ۱۱.۲ است.